# Acide sélénieux
L'acide sélénieux est un composé chimique de formule H2SeO3. C'est le principal oxoacide de sélénium, l'autre étant l'acide sélénique H2SeO4. C'est un analogue de l'acide sulfureux H2SO3, mais il est plus facile à isoler. On l'obtient facilement par addition de dioxyde de sélénium SeO2 et d'eau H2O. À l'état solide cristallisé, ses molécules sont pyramidales, unies par des liaisons hydrogène. En solution aqueuse, c'est un diacide diprotique.
H2SeO3  {\displaystyle \rightleftharpoons }  H+ + HSeO3− (pKa = 2,62)
HSeO3−  {\displaystyle \rightleftharpoons }  H+ + SeO32− (pKa = 8,32)
Il est faiblement oxydant, avec une cinétique assez lente. À 1 mol·L-1 d'ions H+ :
H2SeO3 + 4 H+ + 4 e−  {\displaystyle \rightleftharpoons }  Se + 3 H2O (Eo = +0,74 V).
À 1 mol·L-1 d'ions OH− :
SeO32− + 4 e− + 3 H2O  {\displaystyle \rightleftharpoons }  Se + 6 OH− (Eo = −0,37 V).
Il est utilisé en synthèse organique pour produire des 1,2-dialdéhydes, comme le glyoxal O=CH–CH=O.
L'utilisation principale de l'acide sélénieux est dans le bleuissage des surfaces métalliques, notamment des aciers des armes à feu. Ainsi, on utilise de l'acide sélénieux H2SeO3 avec du nitrate de cuivre(II) Cu(NO3)2 et de l'acide nitrique HNO3 pour changer la couleur de l'acier depuis le gris argenté vers le gris-bleu ou le noir. D'autres procédés font plutôt intervenir du sulfate de cuivre CuSO4 et de l'acide phosphorique H3PO4. Il se forme dans tous les cas une couche de passivation en séléniure de cuivre(I) Cu2-δSe, ce qui différencie ces procédés des autres bleuissages, qui aboutissent à la formation d'oxyde de fer(II,III) FeO·Fe2O3.
Il est également employé dans certains tests de dépistage de l'utilisation de produits stupéfiants.